# Robert Zwinkels
Robert Zwinkels (Kwintsheul, 4 mei 1983) is een Nederlandse doelman in het betaald voetbal. Hij maakte in het seizoen 2005/06 zijn profdebuut in dienst van ADO Den Haag. Hij keepte uiteindelijk ruim 17 seizoenen in de hoofdmacht van ADO Den Haag. Dit was dan ook de enige club waar hij in zijn profcarrière minuten voor maakte.

## Spelerscarrière
Zwinkels begon zijn carrière bij VELO uit Wateringen, maar werd al vroeg gescout door ADO Den Haag. Van 2000 tot 2005 speelde hij in de jeugdopleiding van Ajax. In de zomer van 2005 kwam hij bij ADO Den Haag terecht waar hij in december een plaats in de eerste selectie kreeg.
In de zomer van 2006 begon hij als derde keeper achter Stefan Postma en Josh Wagenaar. Toen Stefan Postma langdurig geblesseerd raakte, en stand-in Josh Wagenaar ook een wedstrijd niet mee kon doen, greep Zwinkels zijn kans. Hij passeerde Canadees international Josh Wagenaar en werd eerste doelman bij de residentieclub. Hij speelde dat seizoen vijftien wedstrijden in het eerste elftal, tot hij door een schouderblessure zijn plaats moest afstaan.
In seizoen 2007/08 pakte Zwinkels zijn kans na de winterstop en keepte hij vijftien wedstrijden. In het hieropvolgende seizoen 2008/09 was Zwinkels de vaste eerste keus. In de zomer van 2009 scheurde hij zijn achterste kruisband tijdens een oefenduel in Suriname. en was hij een tijd uit de roulatie. Hij maakte zijn rentree in januari 2010.
In seizoen 2010/11 begon Zwinkels als eerste keeper, maar raakte hij na de eerste wedstrijd geblesseerd. Hierop moest hij zijn plaats als eerste keeper afstaan aan Gino Coutinho.

## Clubstatistieken
| Seizoen | Club         | Competitie     | Competitie | Competitie | Beker | Beker | Internationaal | Internationaal | Overig | Overig | Totaal | Totaal |
| Seizoen | Club         | Competitie     | Wed.       | Goal       | Wed.  | Goal  | Wed.           | Goal           | Wed.   | Goal   | Wed.   | Goal   |
| ------- | ------------ | -------------- | ---------- | ---------- | ----- | ----- | -------------- | -------------- | ------ | ------ | ------ | ------ |
| 2005/06 | ADO Den Haag | Eredivisie     | 1          | 0          | 0     | 0     | —              | —              | —      | —      | 1      | 0      |
| 2006/07 | ADO Den Haag | Eredivisie     | 15         | 0          | 1     | 0     | —              | —              | —      | —      | 16     | 0      |
| 2007/08 | ADO Den Haag | Eerste divisie | 15         | 0          | 0     | 0     | —              | —              | 2      | 0      | 17     | 0      |
| 2008/09 | ADO Den Haag | Eredivisie     | 26         | 0          | 1     | 0     | —              | —              | —      | —      | 27     | 0      |
| 2009/10 | ADO Den Haag | Eredivisie     | 12         | 0          | 0     | 0     | —              | —              | —      | —      | 12     | 0      |
| 2010/11 | ADO Den Haag | Eredivisie     | 1          | 0          | 0     | 0     | —              | —              | 0      | 0      | 1      | 0      |
| 2011/12 | ADO Den Haag | Eredivisie     | 1          | 0          | 2     | 0     | 0              | 0              | —      | —      | 3      | 0      |
| 2012/13 | ADO Den Haag | Eredivisie     | 7          | 0          | 2     | 0     | —              | —              | —      | —      | 9      | 0      |
| 2013/14 | ADO Den Haag | Eredivisie     | 6          | 0          | 0     | 0     | —              | —              | —      | —      | 6      | 0      |
| 2014/15 | ADO Den Haag | Eredivisie     | 2          | 0          | 1     | 0     | —              | —              | —      | —      | 3      | 0      |
| 2015/16 | ADO Den Haag | Eredivisie     | 1          | 0          | 1     | 0     | —              | —              | —      | —      | 2      | 0      |
| 2016/17 | ADO Den Haag | Eredivisie     | 12         | 0          | 3     | 0     | —              | —              | —      | —      | 15     | 0      |
| 2017/18 | ADO Den Haag | Eredivisie     | 29         | 0          | 1     | 0     | —              | —              | 1      | 0      | 31     | 0      |
| 2018/19 | ADO Den Haag | Eredivisie     | 22         | 0          | 2     | 0     | —              | —              | —      | —      | 24     | 0      |
| 2019/20 | ADO Den Haag | Eredivisie     | 5          | 0          | 0     | 0     | —              | —              | —      | —      | 5      | 0      |
| 2020/21 | ADO Den Haag | Eredivisie     | —          | —          | —     | —     | —              | —              | —      | —      | 0      | 0      |
| 2021/22 | ADO Den Haag | Eerste divisie | —          | —          | —     | —     | —              | —              | —      | —      | 0      | 0      |
| Totaal  | Totaal       | Totaal         | 155        | 0          | 14    | 0     | 0              | 0              | 3      | 0      | 172    | 0      |

Bijgewerkt op 3 september 2022

## Persoonlijk
Zwinkels komt uit een keepersfamilie. Zowel zijn opa, als zijn vader (tweede elftal ADO Den Haag) als zijn oudere broer Xander (eerste elftal ADO Den Haag en Nederlands jeugdinternational) speelden als doelman.

## Voetnoten
1. ↑  Robert Zwinkels op Transfermarkt.nl
2. ↑  Vol Beloften: Robert Zwinkels, ajax.nl, 31 januari 2005
3. ↑  ADO in problemen door zware blessure Zwinkels vi.nl, 24 juni 2009
4. ↑  Profiel Zwinkels bij Soccerway
5. ↑  Interview Zwinkels: Clubs weer met knikkende knieen naar Den-Haag, adofans.nl, 14 juli 2016